# Otomesostoma auditivum
Espèce
Otomesostoma auditivum est une espèce de vers plats d'eau douce,  du genre Otomesostoma et de la famille des Otomesostomidae. L'espèce a été découverte dans le lac Léman et est connue dans de nombreux lacs européens et jusqu'au Groenland.

## Systématique
Le nom valide complet (avec auteur) de ce taxon est Otomesostoma auditivum (Forel & Du Plessis, 1874) Hofsten, 1907.

### Synonymes
Otomesostoma auditivum a pour synonyme les espèces suivantes :
- Automolos morgiensis (Du Plessis, 1876) Braun, 1885
- Mesostoma auditivum Forel & du Plessis, 1874
- Mesostoma morgiense du Plessis, 1876
- Mesostomum auditivum Forel & du Plessis, 1874 (nom originel)
- Mesostomum morgiense Du Plessis, 1876
- Monotus lacustris Zacharias, 1890
- Monotus morgiense (du Plessis, 1876) du Plessis, 1886
- Monotus morgiensis (du Plessis, 1876) du Plessis, 1885
- Monotus relictus Zacharias, 1885
- Otomesostoma morgiense (du Plessis, 1876) Graff, 1882

Automolos est un genre de la famille des Monocelididae ; Mesostoma et Mesostomum sont des genres de la famille des Typhloplanidae de l'ordre des Rhabdocoela ; Monotus est un genre incertae sedis des Platyhelminthes.